# Lange Park
Lange Park es una localidad de Trinidad y Tobago, que forma parte del borough de Chaguanas.

## Geografía
La localidad abarca parte de la isla Trinidad y limita al norte con Endeavour Village y Enterprise, al sur con Montrose Village, al este con Enterprise, Lendore Village y Montrose Village y al oeste con St. Charles Village y Chaguanas.

## Demografía
Datos demográficos de la localidad de Lange Park:
| Gráfica de evolución demográfica de Lange Park entre 2000 y 2011 |
|                                                                  |